# Rüdershausen
Rüdershausen est une commune allemande de l'arrondissement de Göttingen, Land de Basse-Saxe.

## Géographie
Rüdershausen se situe au nord-est du Bas-Eichsfeld, sur la Rhume.
| Gieboldehausen | Wollershausen | Rhumspringe     |
| Rollshausen    | Rüdershausen  | Wulften am Harz |
| Obernfeld      | Duderstadt    | Duderstadt      |

Rüdershausen se trouve à proximité de la Bundesstraße 27, entre Göttingen et Herzberg am Harz, et de la Bundesstraße 247 entre Northeim et Duderstadt.

## Histoire
La première mention de Rüdershausen date du XIIIe siècle. En 1230, les comtes d'Everstein désignent un certain Basilius von Rüderhausen comme témoin. Au XIVe siècle, les villages aux environs de Gieboldehausen reviennent à l'Électorat de Mayence. La cour de justice se rend à Rüdershausen trois fois par an.

## Personnalités liées à la commune
- Georg Schreiber (1882–1963), homme politique spécialisé dans la culture et les sciences, membre de Zentrum, prélat honorifique, pronotaire apostolique, député de la circonscription de Westphalie du Nord de 1920 à 1933.